# مارغريت سايمور كاربنتر
مارغريت سايمور كاربنتر (بالإنجليزية: Margaret Seymour Carpenter)‏ هي كاتِبة أمريكية، ولدت في 1893، وتوفيت في 1987.